# 동경 41도
동경 41도(東經41度)는 본초 자오선에서 동쪽으로 41도 떨어진 경선이다. 북극점에서 시작하여 북극해, 유럽, 아시아, 아프리카, 인도양, 남극해, 남극을 거쳐 남극점에 이른다.
동경 41도는 서경 139도와 이어져 지구의 둘레를 이룬다.
북극점에서 남극점까지 동경 41도선은 다음 지역을 지나간다.
| 좌표                                                  | 나라, 지역, 해역     | 주석                                                                |
| ----------------------------------------------------- | -------------------- | ------------------------------------------------------------------- |
| 북위 90° 0′ 동경 41° 0′  / 북위 90.000° 동경 41.000°  | 북극해               |                                                                     |
| 북위 80° 29′ 동경 41° 0′  / 북위 80.483° 동경 41.000° | 바렌츠해             |                                                                     |
| 북위 67° 40′ 동경 41° 0′  / 북위 67.667° 동경 41.000° | 러시아               | 콜라반도                                                            |
| 북위 66° 43′ 동경 41° 0′  / 북위 66.717° 동경 41.000° | 백해                 |                                                                     |
| 북위 66° 0′ 동경 41° 0′  / 북위 66.000° 동경 41.000°  | 러시아               |                                                                     |
| 북위 43° 26′ 동경 41° 0′  / 북위 43.433° 동경 41.000° | 압하지야             | 조지아가 주장하는 불완전하게 독립된 주들 중 하나                    |
| 북위 43° 0′ 동경 41° 0′  / 북위 43.000° 동경 41.000°  | 흑해                 |                                                                     |
| 북위 41° 12′ 동경 41° 0′  / 북위 41.200° 동경 41.000° | 튀르키예             |                                                                     |
| 북위 37° 7′ 동경 41° 0′  / 북위 37.117° 동경 41.000°  | 시리아               |                                                                     |
| 북위 34° 25′ 동경 41° 0′  / 북위 34.417° 동경 41.000° | 이라크               |                                                                     |
| 북위 31° 37′ 동경 41° 0′  / 북위 31.617° 동경 41.000° | 사우디아라비아       |                                                                     |
| 북위 19° 20′ 동경 41° 0′  / 북위 19.333° 동경 41.000° | 홍해                 |                                                                     |
| 북위 15° 34′ 동경 41° 0′  / 북위 15.567° 동경 41.000° | 에리트레아           | 다할락 군도                                                         |
| 북위 15° 33′ 동경 41° 0′  / 북위 15.550° 동경 41.000° | 홍해                 |                                                                     |
| 북위 14° 40′ 동경 41° 0′  / 북위 14.667° 동경 41.000° | 에리트레아           |                                                                     |
| 북위 13° 57′ 동경 41° 0′  / 북위 13.950° 동경 41.000° | 에티오피아           |                                                                     |
| 북위 4° 6′ 동경 41° 0′  / 북위 4.100° 동경 41.000°    | 케냐                 |                                                                     |
| 북위 2° 50′ 동경 41° 0′  / 북위 2.833° 동경 41.000°   | 소말리아             | 동경 41도에서 서쪽으로 1km 떨어진 곳에 케냐의 국경이 나란히 흐른다. |
| 북위 0° 0′ 동경 41° 0′  / 북위 0.000° 동경 41.000°    | 케냐 / 소말리아 국경 |                                                                     |
| 남위 0° 50′ 동경 41° 0′  / 남위 0.833° 동경 41.000°   | 케냐                 | 페이트섬과 본토                                                     |
| 남위 2° 12′ 동경 41° 0′  / 남위 2.200° 동경 41.000°   | 인도양               | 모잠비크의 환초의 동쪽 해역을 통과함                                |
| 남위 60° 0′ 동경 41° 0′  / 남위 60.000° 동경 41.000°  | 남극해               |                                                                     |
| 남위 68° 38′ 동경 41° 0′  / 남위 68.633° 동경 41.000° | 남극                 | 퀸모드랜드, 노르웨이가 영유권을 주장한다.                           |

## 같이 보기
- 동경 40도
- 동경 42도